# Ganggrab Hünensteine
Das Ganggrab Hünensteine (auch Stein im Herrensand oder Hünensteine Lindern genannt) ist ein neolithisches Ganggrab, mit der Sprockhoff-Nr. 962. Es entstand zwischen 3500 und 2800 v. Chr. als Anlage der Trichterbecherkultur (TBK). Die Hünensteine liegen in einem Wald westlich von Lindern im Landkreis Cloppenburg in Niedersachsen.
Es handelt sich um eine Nordwest-Südost ausgerichtete, 5,9 × 1,7 Meter messende Kammer mit zwei erhaltenen Decksteinen. Der größere misst 2,5 × 1,6 × 1,5 Meter. Die zehn Tragsteine sind alle in situ oder nur leicht versetzt erhalten. Hügelreste und Einfassungssteine fehlen.

## Weitere Fundorte
Im Ort befindet sich auch die Megalithanlage Schlingsteine.